# كلية الفنون الجميلة بجامعة دمشق

## التأسيس والتاريخ
```
يعود تاريخ كلية الفنون الجميلة مؤسسةً للتعليم العالي إلى العام 1960، وذلك استنادًا إلى القانون الذي ينظم مُلا ك المعاهد العالية التابعة ل 
وزارة التربية
 ومن بينها «المعهد العالي للفنون الجميلة». وقد كان الهدف من تأسيس المعهد سد الفراغ الملموس في مجال تعليم الفنون التشكيلية وهندسة العمارة.
```

في العام 1963 صدر قرار بتحويل معهد الفنون الجميلة إلى كلية تتبع جامعة دمشق والحق قسم العمارة بالمعهد بالكليات الهندسية .

## اقسام الكلية
- قسم النحت

- قسم التصوير

- قسم الغرافيك

- قسم التصميم الغرافيكي .

- قسم العمارة الداخلية.

## أهداف الكلية
- تأهيل المواهب الفنية في أقسام الكلية المختلفة، بمستوٍ عالٍ من المعرفة والمهارات، بما يواكب مسيرة الفن وتاريخه في المحيط العربي والعالمي.
- إيلاء البحوث والدراسات الفنية المتعلقة باختصاصات الكلية الأهمية المطلوبة كي ترفد تطور حركة الفن التشكيلي السوري بآخر ما توصلت إليه علوم الفن التشكيلي من معارف ونظريات حديثة.
- العمل على تطوير وسائل البحث الفني والعلمي وأدواتهما النظرية والعملية.
- التأكيد على الدراسات المتعلقة بالتراث المحلي والعربي والعالمي والاستفادة منها.
- تطوير المختبرات والمحترفات الفنية في اختصاصات الكلية المختلفة.
- تنمية شخصية الطالب العلمية، والفنية الأكاديمية، والتخصصية، والمهارية، والثقافية، وتطوير قدرته على التفكير والإبداع، وتفعيل روح البحث والعمل لديه.
- توجيه طلاب الكلية للتفاعل مع منتجات الثقافات الأخرى.
- تفعيل ورشات عمل في الكلية لما لها من قدرة عامة على خلق تواصل بين المدرس والطالب، وإثارة فضول البحث والمعرفة لديهما، والاستفادة من مخزون مكتبة الكلية ومصادر المعلومات الأخرى.
- ربط اختصاصات الكلية بخطط ومشاريع الدولة وحاجات المجتمع العلمية والثقافية.